# Horoměřice
Horoměřice jsou obec v okrese Praha-západ ve Středočeském kraji, při severozápadní hranici hlavního města Prahy. Sousedí s městskými částmi Praha 6 – Suchdol, Lysolaje, Nebušice a MČ Praha-Přední Kopanina, dále s obcemi Statenice a Únětice. Leží v otevřené krajině, která se na jižní straně svažuje v údolí Šáreckého potoka, na východě je ohraničena údolím Vltavy, na severu se terén svažuje k Únětickému potoku. Jih a západ katastru obce lemují lesnaté pásy zeleně. Přímo v obci se nacházejí tři nevelké rybníky. Z centra obce směrem na severovýchod vybíhají Kozí hřbety. Tyto buližníkové skály bývají holé, dnes už jsou porostlé vegetací. Žije zde přibližně 5 500 obyvatel, je tak největší obcí v ČR bez statusu města.

## O obci
V obci je základní škola pro 1. a 2. stupeň, nově vybudovaná mateřská škola, zdravotní středisko, lékárna, pošta, knihovna, obchody s potravinami i spotřebním zbožím, několik autoservisů, hostinců a sportovních zařízení, hotel, stanice technické kontroly apod. Část obyvatel našla uplatnění ve službách a firmách působících přímo v obci, mnozí zde mají rodinné živnosti.
Horoměřice jsou vyhledávanou rekreační oblastí Prahy. Je zde několik zahrádkářských a chatových osad, kde tráví volný čas řada Pražanů. Hlavně je ale obec oblíbeným cílem výletníků a vycházek. Prochází zde řada značených turistických cest a nově též cykloturistických tras. Turistické značky zavedou do Šárky, Lysolají a Suchdola, na Gabrielku, do Houslí, Kozích hřbetů, k Juliáně, do tuchoměřického lesa, do Únětic, na Holý vrch, do Roztok, Tichého údolí, přes Statenice na hrad Okoř atd. Pro návštěvníky obce je velkou zajímavostí možnost pozorovat nízko letící letadla, mířící na blízké letiště v Ruzyni.
V obci působí řada spolků. Nejaktivnější jsou bezesporu Sokolové, kteří se obětavě starají o pohyb dětí i dospělých. Dívčí družstvo gymnastek se pravidelně a úspěšně zúčastňuje sportovních soutěží. Sokol připravuje i letní tábory pro děti, akademie a karnevaly. Místní rybáři dvakrát ročně pořádají oblíbené rybářské závody u rybníka Pod Luky a také ples. Sbor dobrovolných hasičů ve spolupráci s profesionálními hasiči zasahuje nejen v Horoměřicích, ale i v okolních obcích. V obci dále působí amatérský fotbalový klub a svaz chovatelů, který každoročně pořádá výstavy drobného domácího zvířectva.

## Historie

### Pravěk a starověk
Podle archeologických nálezů bylo území dnešních Horoměřic obydleno již v době bronzové – jsou zde naleziště pozůstatků knovízské a únětické kultury (2000–1500 př. n. l.). Ta se ostatně nazývá podle sousední obce Únětice.
Kolem roku 400 př. n. l. se na území obce objevují Keltové. Jim se také často připisuje vztyčení nevelkého hranolového pískovcového kamene na severovýchodním okraji obce, považovaného někdy za menhir; žádné důkazy pro toto tvrzení však neexistují. Nejstarší zpráva o kameni pochází až z roku 1930. Archeologický výzkum se v jeho blízkosti nikdy neprováděl, původ a účel kamene je ve skutečnosti nejasný.

### Středověk a novověk

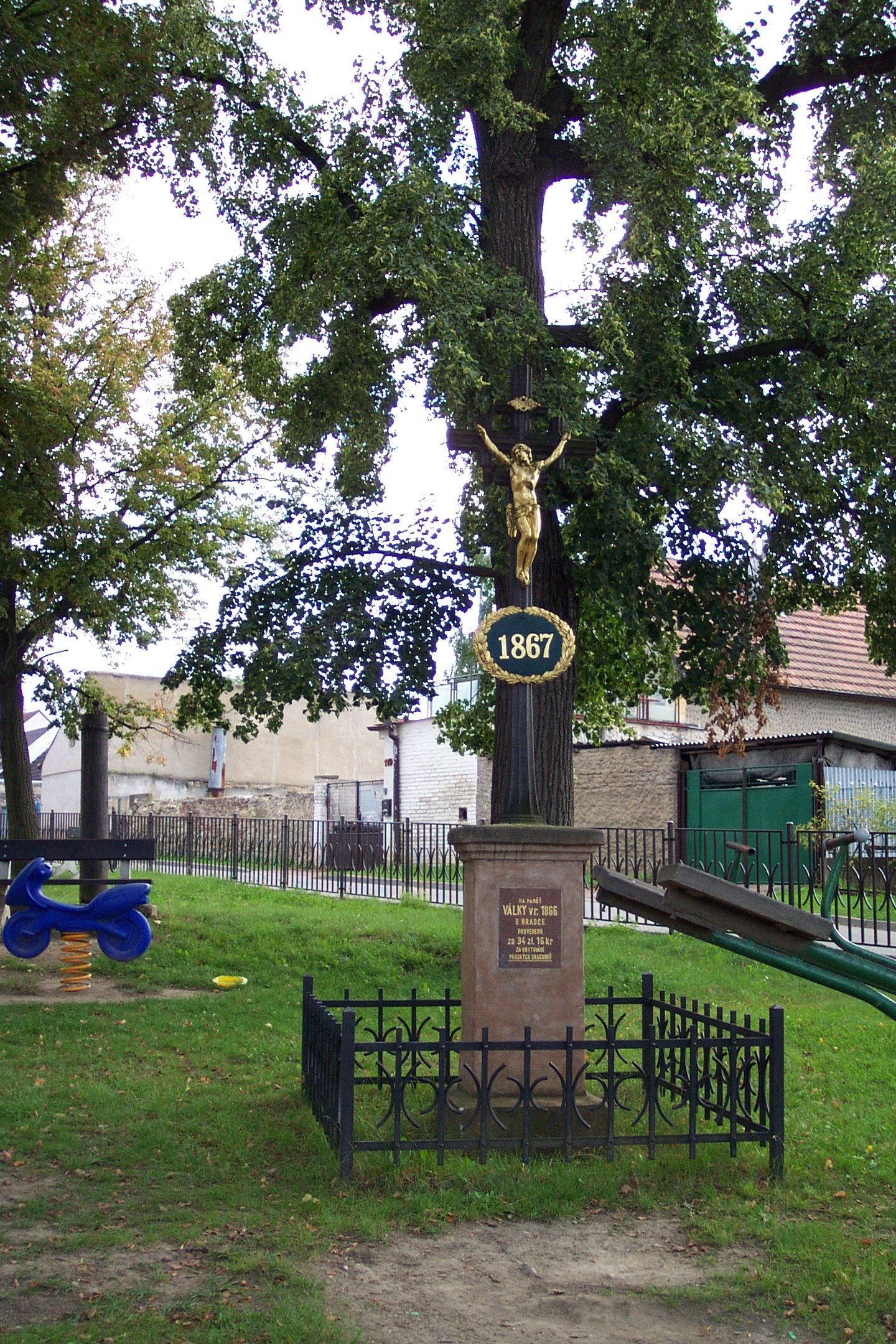
Křížek u školky

Název obce pochází zřejmě od jména významné osoby, neboť obec je připomínána jako ves lidí Hořeměrových nebo Hořemírových. Podle dalšího výkladu se obec jmenovala Holměřice, hlavně díky lánům polí a roviny táhnoucí se od Prahy až k Tursku, které byly holé.
První písemná zmínka o obci pochází z roku 1273, kdy se připomíná jako majetek strahovského kláštera, v jehož držení zůstala až do husitských válek, kdy ves byla zabavena Pražany. Po skončení válek ale klášter získal ves zpět. Obcí procházela jedna z nejstarších zemských stezek, Via Magna.
Největší utrpení zažily Horoměřice za třicetileté války (1618–1648). Koncem října 1639 za švédského tažení na Prahu vojsko polního maršála Banéra zpustošilo kraj.
Strahovský klášter vlastnil v Horoměřicích od roku 1273 až do pozemkové reformy většinu pozemků, polí, pastvin a zahrad, zámeček a cukrovar jako svůj alodiální statek. Spravoval je hospodářský dvůr s obytnou budovou, která byla upravena v 1. polovině 18. století na jednoduchý patrový zámeček s rustikovanými rámci a obdélníkovými okny v omítkových rámcích. Na střeše je umístěna věžička s lucernou. Přízemí je sklenuto valenou klenbou s lunetami. V patře je zachována kaple svaté Anny. V ústředním seznamu kulturních památek České republiky je zámeček s kaplí evidován pod číslem 18033/2-3390. V kapli svaté Anny se konají bohoslužby vždy první sobotu v měsíci v 17 hodin.  Pod zámkem se nachází dnes již zpustlý park.

### Od 19. století do současnosti
V roce 1848 vznikl v obci spolek dobrovolných hasičů. Pod dojmy triumfálního V. všesokolského sletu vznikla v Horoměřicích sokolská jednota (1907). Jak Sokol, tak sbor dobrovolných hasičů existují v obci dodnes.
Za druhé světové války bylo v Horoměřicích zatčeno devět mužů, všichni byli po bezvýsledném vyšetřování asi za měsíc propuštěni. V roce 1941 byla rozpuštěna místní jednota Sokola, byly rozpuštěny i další vlastenecké spolky a existovaly jen okupanty povolené organizace. Celkem se do aktivního odboje zapojilo 50 horoměřických občanů, 19 bylo vězněno a 10 zavražděno. Horoměřičtí odbojáři se účastnili aktivně především závěrečných bojů druhé světové války. Pomník na školní zahradě připomíná oběti obou světových válek.

### Územněsprávní začlenění
Dějiny územněsprávního začleňování zahrnují období od roku 1850 do současnosti. V chronologickém přehledu je uvedena územně administrativní příslušnost obce v roce, kdy ke změně došlo:
- 1850 země česká, kraj Praha, politický i soudní okres Smíchov[8]
- 1855 země česká, kraj Praha, soudní okres Smíchov
- 1868 země česká, politický i soudní okres Smíchov
- 1927 země česká, politický okres Praha-venkov, soudní okres Praha-západ[9]
- 1929 země česká, politický okres Praha-venkov, soudní okres Praha-sever [10]
- 1939 země česká, Oberlandrat Praha, politický okres Praha-venkov, soudní okres Praha-sever[11]
- 1942 země česká, Oberlandrat Praha, politický okres Praha-venkov-sever, soudní okres Praha-sever[12]
- 1945 země česká, správní okres Praha-venkov-sever, soudní okres Praha-západ[13]
- 1949 Pražský kraj, okres Praha-západ[14]
- 1960 Středočeský kraj, okres Praha-západ
- 2003 Středočeský kraj, obec s rozšířenou působností Černošice

### Rok 1932
Ve vsi Horoměřice (1494 obyvatel, četnická stanice, sbor dobrovolných hasičů) byly v roce 1932 evidovány tyto živnosti a obchody: 2 lékaři, 2 autodopravci, biograf Radio, cukrář, obchod s cukrovinkami, družstvo pro rozvod elektrické energie v Horoměřicích, 2 holiči, 6 hostinců, kapelník, 2 koláři, kominík, konsum Včela, 3 kováři, krejčí, 2 obuvníci, palivo, pekař, 3 povozníci, 12 rolníků, 4 řezníci, 7 sadařů, sedlář, 6 obchodů se smíšeným zbožím, tesařský mistr, 2 trafiky, 2 truhláři, velkostatek kláštera premonstrátů, 3 zahradníci, zámečník.

## Obyvatelstvo

### Počet obyvatel
Počet obyvatel je uváděn za Horoměřice podle výsledků sčítání lidu včetně místních části, které k nim v konkrétní době patří. Je patrné, že stejně jako v jiných menších obcích Česka počet obyvatel v posledních letech roste. V celé horoměřické aglomeraci nicméně žije necelých 5 tisíce obyvatel.
| 1869 | 1880 | 1890  | 1900  | 1910  | 1921  | 1930  | 1950  | 1961  | 1970  | 1980  | 1991  | 2001  | 2011  | 2022 |
| ---- | ---- | ----- | ----- | ----- | ----- | ----- | ----- | ----- | ----- | ----- | ----- | ----- | ----- | ---- |
| 871  | 957  | 1 221 | 1 270 | 1 268 | 1 269 | 1 649 | 1 530 | 1 616 | 1 614 | 1 698 | 1 645 | 2 042 | 3 860 | 5080 |

| 1869 | 1880 | 1890 | 1900 | 1910 | 1921 | 1930 | 1950 | 1961 | 1970 | 1980 | 1991 | 2001 | 2011 |
| ---- | ---- | ---- | ---- | ---- | ---- | ---- | ---- | ---- | ---- | ---- | ---- | ---- | ---- |
| 91   | 96   | 125  | 131  | 144  | 165  | 256  | 334  | 335  | 360  | 394  | 452  | 662  | 854  |

## Pamětihodnosti
- Barokní zámek Horoměřice ze 2. čtvrtiny 18. století s kaplí sv. Anny, která má na klenbě fresku Svaté rodiny se sv. Jáchymem, sv. Annou, Abrahámem, Izákem a Aronem, s rodokmenem krále Davida a sv. Jana Křtitele, kterou namaloval strahovský malíř Siard Nosecký[18]
- Kámen nejasného původu, považovaný někdy za menhir (snad z 1. stol. př. n. l.)

## Významní rodáci
- Benedikt Roezl (1824–1885), český botanik a cestovatel
- Rudolf Myzet (1888–1964), scenárista, režisér a herec (působil v USA), vlastním jménem Rudolf Procházka
- Rudolf Kaiser (1881–1936), český profesionální lidový loutkář, aktivní člen Masarykova lidovýchovného ústavu

## Doprava
Dopravní síť
- Pozemní komunikace – Obcí prochází silnice II/240 Praha – Horoměřice – Kralupy nad Vltavou. Obec též spojují silnice III/2404 směrem na Nebušice, Přední Kopaninu či mezinárodní letiště Praha-Ruzyně a silnice III/2411 směrem na Únětice a Roztoky.

- Železnice – Železniční trať ani stanice na území obce nejsou.

Veřejná doprava
- Spojení je zajištěno autobusovými linkami v rámci Pražské integrované dopravy – 316 [Praha, Bořislavka - Holubice (- Kralupy nad Vltavou)], 355 (Praha, Bořislavka - Únětice) a 356 [Praha, Bořislavka - Statenice (- OC Šestka)]. V obci se nachází pět zastávek: „Horoměřice“, „Horoměřice, Velká Brána“ a „Horoměřice, V Lipkách“ na hlavní silnici II/240 (ul. Velvarské), „Horoměřice, Švejkova“ v ul. Revoluční, a „Horoměřice, Lidl“ poblíž ulice Suchdolská, které v rámci systému PID leží v 1. tarifním pásmu.